# تامورا بيرس
تامورا بيرس (بالإنجليزية: Tamora Pierce)‏ مواليد 13 ديسمبر 1954 في بنسيلفانيا، الولايات المتحدة، هي روائية أمريكية.

## وصلات خارجية
- الموقع الرسمي